# Fačkov
Fačkov (en allemand : Fatschenhau ; en hongrois : Facskó) est une commune de la région de Žilina, en Slovaquie.

## Histoire
La première mention écrite du village date de 1351.

## Démographie

### Évolution de la population
| Année:               | 1994. | 2004.   | 2014.    | 2024.   |
| -------------------- | ----- | ------- | -------- | ------- |
| Nombre de personnes: | 805   | 736     | 657      | 666     |
| Différence:          |       | -8,57 % | -10,73 % | +1,36 % |

| Année:               | 2023. | 2024.   |
| -------------------- | ----- | ------- |
| Nombre de personnes: | 670   | 666     |
| Différence:          |       | -0,59 % |